# Taekwondo-Weltmeisterschaften 2003
Die 16. Taekwondo-Weltmeisterschaft 2003 fand vom 24. bis 28. September 2003 in Garmisch-Partenkirchen statt. Damit fand zum zweiten Mal nach 1979 in Stuttgart eine Weltmeisterschaft in Deutschland statt. Insgesamt wurden 16 Wettbewerbe in unterschiedlichen Gewichtsklassen ausgetragen, jeweils acht für Männer und Frauen. Mit 107 teilnehmenden Nationen und mehr als 1050 akkreditierten Athleten stellte das Turnier einen neuen Rekord auf.
Sportlich war die Weltmeisterschaft aus deutscher Sicht ein Erfolg. Zum ersten Mal seit 16 Jahren gewannen deutsche Athleten wieder drei Medaillen. Organisatorisch jedoch gab es teils harte Kritik. So blieben durch die Insolvenz der eigens für das Turnier gegründeten Marketing-Gesellschaft viele Hoteliers auf den Kosten der Unterbringung von Athleten und Offiziellen sitzen. Auch die Wahl einer nur 4000 Zuschauer fassenden Halle als Austragungsort sowie mangelnde Werbung im Vorfeld der Weltmeisterschaft waren Kritikpunkte.

## Ergebnisse

### Männer
| Gewichtsklasse | Gold              | Silber             | Bronze              |
| -------------- | ----------------- | ------------------ | ------------------- |
| - 54 kg        | Choi Yeon-ho      | Paul Green         | Zahid Mammadov      |
| - 54 kg        | Choi Yeon-ho      | Paul Green         | Roberto Cruz        |
| - 58 kg        | Chu Mu-yen        | Behzad Khodadad    | Ko Seok-hwa         |
| - 58 kg        | Chu Mu-yen        | Behzad Khodadad    | Tim Thackrey        |
| - 62 kg        | Huang Chih-hsiung | Omar Badia         | Peter López         |
| - 62 kg        | Huang Chih-hsiung | Omar Badia         | Omid Gholamzadeh    |
| - 67 kg        | Kang Nam-won      | Mark Lopez         | Erdal Aylanc        |
| - 67 kg        | Kang Nam-won      | Mark Lopez         | Niyamaddin Pashayev |
| - 72 kg        | Kim Kyo-sik       | Hadi Saei          | Tuncay Çalışkan     |
| - 72 kg        | Kim Kyo-sik       | Hadi Saei          | Rashad Ahmadov      |
| - 78 kg        | Steven Lopez      | Mohamed Ebnoutalib | Rosendo Alonso      |
| - 78 kg        | Steven Lopez      | Mohamed Ebnoutalib | Oh Seon-taek        |
| - 84 kg        | Youssef Karami    | Mickael Borot      | Bahri Tanrıkulu     |
| - 84 kg        | Youssef Karami    | Mickael Borot      | Tavakkul Bayramov   |
| + 84 kg        | Morteza Rostami   | Zakaria Asidah     | Mici Kuzmanović     |
| + 84 kg        | Morteza Rostami   | Zakaria Asidah     | Lin Wen-cheng       |

### Frauen
| Gewichtsklasse | Gold                 | Silber          | Bronze                  |
| -------------- | -------------------- | --------------- | ----------------------- |
| - 47 kg        | Brigitte Yagüe       | Wang Ying       | Thucuc Pham             |
| - 47 kg        | Brigitte Yagüe       | Wang Ying       | Dalia Contreras         |
| - 51 kg        | Lee Ji-hye           | Yanelis Labrada | Elisha Voren            |
| - 51 kg        | Lee Ji-hye           | Yanelis Labrada | Yaowapa Boorapolchai    |
| - 55 kg        | Areti Athanasopoulou | Iridia Salazar  | Sonia Reyes             |
| - 55 kg        | Areti Athanasopoulou | Iridia Salazar  | Lise Hjortshoj          |
| - 59 kg        | Ha Jeong-yeon        | Taylor Stone    | Veronique Saint-Jacques |
| - 59 kg        | Ha Jeong-yeon        | Taylor Stone    | Sukkhon Nootcharin      |
| - 63 kg        | Kim Yeon-ji          | Karine Sergerie | Tina Morgan             |
| - 63 kg        | Kim Yeon-ji          | Karine Sergerie | Yuliya Sukhavitskaya    |
| - 67 kg        | Lee Sun-hee          | Sandra Šarić    | Elisavet Mystakidou     |
| - 67 kg        | Lee Sun-hee          | Sandra Šarić    | Liya Nurkina            |
| - 72 kg        | Luo Wei              | Myriam Baverel  | Mounia Bourguigue       |
| - 72 kg        | Luo Wei              | Myriam Baverel  | Aitziber Los Arcos      |
| + 72 kg        | Youn Hyun-jung       | Nataša Vezmar   | Kiriaki Kouvari         |
| + 72 kg        | Youn Hyun-jung       | Nataša Vezmar   | Chen Zhong              |

## Medaillenspiegel
| Platz | Land                   | Gold | Silber | Bronze | Gesamt |
| ----- | ---------------------- | ---- | ------ | ------ | ------ |
| 1     | Südkorea               | 8    | -      | 2      | 10     |
| 2     | Iran                   | 2    | 2      | 1      | 5      |
| 3     | Chinesisch Taipeh      | 2    | -      | 1      | 3      |
| 4     | Vereinigte Staaten     | 1    | 2      | 3      | 6      |
| 5     | Spanien                | 1    | 1      | 3      | 5      |
| 6     | Volksrepublik China    | 1    | 1      | 1      | 3      |
| 7     | Griechenland           | 1    | -      | 2      | 3      |
| 8     | Kroatien               | -    | 2      | 1      | 3      |
| 9     | Frankreich             | -    | 2      | -      | 2      |
| 10    | Deutschland            | -    | 1      | 2      | 3      |
| 11    | Kanada                 | -    | 1      | 1      | 2      |
|       | Dänemark               | -    | 1      | 1      | 2      |
| 13    | Kuba                   | -    | 1      | -      | 1      |
|       | Vereinigtes Königreich | -    | 1      | -      | 1      |
|       | Mexiko                 | -    | 1      | -      | 1      |
| 16    | Aserbaidschan          | -    | -      | 4      | 4      |
| 17    | Thailand               | -    | -      | 2      | 2      |
| 18    | Australien             | -    | -      | 1      | 1      |
|       | Österreich             | -    | -      | 1      | 1      |
|       | Belarus                | -    | -      | 1      | 1      |
|       | Kasachstan             | -    | -      | 1      | 1      |
|       | Marokko                | -    | -      | 1      | 1      |
|       | Philippinen            | -    | -      | 1      | 1      |
|       | Türkei                 | -    | -      | 1      | 1      |
|       | Venezuela              | -    | -      | 1      | 1      |

## Quelle
- Ergebnisseite der WTF (englisch) (Abgerufen am 16. November 2010)